# Маргорин, Евгений Михайлович
Евгений Михайлович Маргорин (1908—1984) — советский учёный-медик, нейрохирург, организатор здравоохранения и медицинской науки, доктор медицинских наук (1946), профессор (1948), полковник медицинской службы (1950). Заслуженный деятель науки РСФСР (1975).

## Биография
Родился 8 сентября 1908 года в Вязьме, Смоленской губернии.
С 1927 по 1932 годы проходил обучение в Военно-медицинской академии имени С. М. Кирова, которую окончил с отличием. С 1932 по 1936 год служил военным медиком в частях Дальневосточной армии. С 1936 по 1939 год проходил обучение в адъюнктуре на кафедре оперативной хирургии и топографической анатомии ВМА имени С. М. Кирова, являлся учеником академика В. Н. Шевкуненко. С 1941 по 1945 год был участником Великой Отечественной войны в составе Карельского и 2-го Украинского фронтов в качестве руководителя нейрохирургической группы и ведущего хирурга специализированных военных эвакогоспиталей.
С 1939 по 1941 и с 1946 по 1955 год на научно-педагогической деятельности по кафедре оперативной хирургии и топографической анатомии Военно-медицинской академии имени С. М. Кирова в должностях: ассистент, преподаватель, старший преподаватель, с 1948 по 1955 год — профессор и заместитель начальника кафедры. С 1955 по 1982 год — заведующий кафедрой оперативной хирургии и топографической анатомии Ленинградского педиатрического медицинского института.

### Достижения в области нейрохирургии
Основная научно-педагогическая деятельность Е. М. Маргорина была связана с вопросами в области военно-полевой хирургии, нейрохирургии, внёс большой вклад в развитие возрастной анатомии.
В 1939 году Е. М. Маргорин защитил диссертацию на соискание учёной степени кандидат медицинских наук по теме: «Источники нервного снабжения глубоких сосудов верхней конечности», в 1946 году — доктор медицинских наук по теме: «Вены нервов конечностей и их клиническое значение». В 1948 году Е. М. Маргорину было присвоено учёное звание профессора. Е. М. Маргорин являлся автором более восьмидесяти научных работ, в том числе шести монографий, среди которых «Протрузии головного мозга огнестрельного происхождения» (Л., 1953), «Опыт Советской медицины в Великой Отечественной
войне 1941—1945 гг.», и «Огнестрельные ранения черепа и головного мозга (хирургическая анатомия и оперативная хирургия)» (Л., 1957, эта работа была удостоена Премии имени академика Н. Н. Бурденко АМН СССР). Под руководством Е. М. Маргорина были подготовлены тридцать три докторские и кандидатские диссертации. В 1975 году Е. М. Маргорин за заслуги в области медицины был удостоен почётного звания Заслуженный деятель науки РСФСР.
Скончался 20 декабря 1984 года в Ленинграде, похоронен на Богословском кладбище.

## Награды
- Орден Ленина (20.04.1953)
- Орден Красного Знамени (06.11.1947)
- Орден Отечественной войны 1-й (08.06.1945) и 2-й степени (12.10.1944)
- Орден Красной Звезды (03.11.1944)
- Медаль «За боевые заслуги» (11.07.1942)
- Медаль «За победу над Германией в Великой Отечественной войне 1941—1945 гг.» (09.05.1945)
- Медаль «За оборону Советского Заполярья» (05.12.1944)[6]

### Звания
- Заслуженный деятель науки РСФСР (1975)